# Braindrops
Braindrops è il terzo album in studio del gruppo musicale The Fuzztones, pubblicato nel 1991.

## Tracce
Lato A
1. Third Time's The Charm – 3:30 (Rudi Protrudi, Mike Czekaj, Jordan Tarlow)
2. Skeleton Farm – 3:10 (Rudi Protrudi, Mike Czekaj, Jason Savall)
3. Romilar D – 3:58 (testo: Rudi Protrudi, Mike Czekaj)
4. Fear – 3:43 (M. Payne)
5. Rise – 3:49 (Jordan Tarlow)
6. Ghost Clinic – 4:17 (Rudi Protrudi)

Durata totale: 22:27
Lato B
1. 7 And 7 Is – 2:49 (Arthur Lee)
2. Look for the Question Mark – 3:27 (Mike Czekaj, Jordan Tarlow)
3. I Looked At You – 2:17 (testo: The Doors)
4. The People in Me – 3:19 (Sean Bonniwell)
5. All the Kings Horses – 3:18 (Rudi Protrudi, Mike Czekaj, Jordan Tarlow)
6. Blackout – 2:11 (Mike Czekaj)

Durata totale: 17:21

## Formazione
- Rudi Protrudi: voce, chitarra
- Mike Czekaj: batteria, voce
- Chris Harlock: basso
- Jake Cavaliere: organo
- Phil Arriagada: chitarra